# Pony car

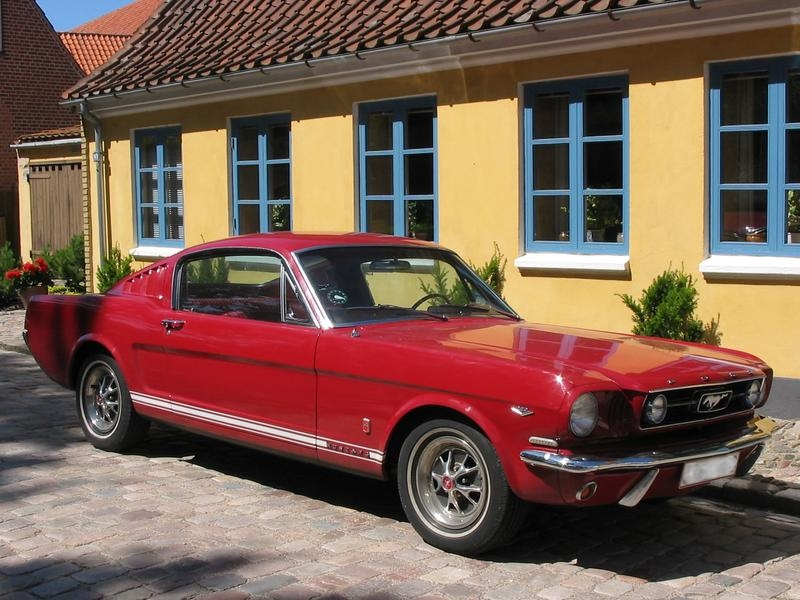
Ford Mustang

Pony car (sv. ung. Ponnybil) är en samling bilmodeller som började tillverkas under 1960-talet av de amerikanska biltillverkarna. Namnet kommer från den vildhäst som gav namn åt Ford Mustang, den pony car som först lanserades.
Ford presenterade Mustangen för allmänheten vid Världsutställningen i New York den 17 april 1964. Lanseringen av Mustang anses vara en av de mest lyckade i bilindustrins historia. Den ursprungliga Mustangen, som togs fram under ledning av Lee Iacocca, inspirerade till termen Pony Car: En lätt, fyrsitsig bil med två dörrar och sportig framtoning och goda prestanda till ett överkomligt pris. Succén var omedelbar, och de övriga amerikanska biltillverkarna var snabba att följa efter.

## Definition
"Pony cars" är en typ av muskelbilar, som generellt är mindre och smidigare i storlek. De har bättre väghållning, fler motortyper och ofta en större tillvalslista från respektive fabrik än övriga muskelbilar.
Vissa pony cars utrustade med stora motorer räknas som klassiska muskelbilar.

## Pony cars
- AMC Javelin
- Chevrolet Camaro
- Chevrolet Nova
- Dodge Challenger
- Dodge Charger
- Ford Mustang
- Ford Capri
- Mercury Cougar
- Plymouth Barracuda
- Plymouth GTX
- Plymouth Roadrunner
- Pontiac Firebird